# Good Times (álbum de Elvis Presley)
Good Times é um álbum de Elvis Presley, lançado em 1974. O grande sucesso desse disco foi sem dúvida "My Boy", canção de grande sucesso na Europa e no Brasil em 1975, além dos EUA um ano antes; "My Boy" é uma versão de uma canção francesa chamada "Parce que je t'aime mon enfant" de 1967. 

## Faixas
1. "Take Good Care of Her" - 2:52
2. "Loving Arms" - 2:51
3. "I Got a Feelin' in My Body" - 3:35
4. "If That Isn't Love" - 3:31
5. "She Wears My Ring" - 3:23
6. "I've Got a Thing About You Baby" - 2:20
7. "My Boy" - 3:19
8. "Spanish Eyes" - 2:22
9. "Talk About The Good Times" - 2:23
10. "Good Time Charlie's Got The Blues" - 3:09

## Músicos
- Elvis Presley: Voz e Violão
- James Burton: Guitarra
- Johnny Christopher: Guitarra
- Dennis Linde: Guitarra
- Alan Rush: Guitarra
- Norbert Putnan: Baixo
- Ronnie Tutt: Bateria
- Rob Galbraith: Percussão
- David Briggs: Piano e Órgão
- Per Erik Hallin: Piano e Órgão
- Bob Ogdin: Piano
- Randy Cullers: Órgão
- J.D. Sunmer, The Stamps, Kathy Westmoreland, Mary Green, Mary Holliday e Susan Pilkington: Vocais